# Puig de Benet
El Puig de Benet és una muntanya de 307 metres que es troba al municipi de Maià de Montcal, a la comarca catalana de la Garrotxa.